# Wereldkampioenschap kunststoten
Het wereldkampioenschap kunststoten (een spelsoort in het carambolebiljart) wordt sinds 1937 georganiseerd door de CIBA. 
Recordwinnaar is de Belg Raymond Steylaerts met 6 titels voor zijn landgenoot Léo Corin (4). 
Beste Nederlanders zijn Jean Bessems en Sander Jonen met beide 2 titels.

## Lijst van winnaars
| Jaar | Toernooilocatie             | Wereldkampioen     | Land      |
| ---- | --------------------------- | ------------------ | --------- |
| 1937 | Parijs, Frankrijk           | August Tiedtke     | Duitsland |
| 1939 | Marseille, Frankrijk        | René Vingerhoedt   | België    |
| 1957 | Murcia, Spanje              | Joaquin Domingo    | Spanje    |
| 1963 | Lyon, Frankrijk             | Joaquin Domingo    | Spanje    |
| 1966 | Madrid, Spanje              | Joaquin Domingo    | Spanje    |
| 1970 | La Plata, Argentinië        | Raymond Steylaerts | België    |
| 1972 | Doornik, België             | Léo Corin          | België    |
| 1973 | Lyon, Frankrijk             | Léo Corin          | België    |
| 1974 | Sint-Niklaas, België        | Ricardo Fernandez  | Spanje    |
| 1976 | Mol, België                 | Léo Corin          | België    |
| 1979 | Den Haag, Nederland         | Raymond Steylaerts | België    |
| 1980 | Maubeuge, Frankrijk         | Raymond Steylaerts | België    |
| 1983 | Parijs, Frankrijk           | Léo Corin          | België    |
| 1984 | Heeswijk, Nederland         | Raymond Steylaerts | België    |
| 1985 | Sluis, Nederland            | Jean Bessems       | Nederland |
| 1986 | Acapulco, Mexico            | Raymond Steylaerts | België    |
| 1987 | Mönchengladbach, Duitsland  | Raymond Steylaerts | België    |
| 1988 | Stockerau, Oostenrijk       | Jean Bessems       | Nederland |
| 1990 | Barcelona, Spanje           | Jean Reverchon     | Frankrijk |
| 1991 | Bad Bergzabern, Duitsland   | Frans Belderbos    | Nederland |
| 1992 | Épernay, Frankrijk          | Jean Reverchon     | Frankrijk |
| 1993 | Grubbenvorst, Nederland     | Xavier Fonellosa   | Spanje    |
| 1995 | Zaragoza, Spanje            | Xavier Fonellosa   | Spanje    |
| 1996 | Pithiviers, Frankrijk       | Jean Reverchon     | Frankrijk |
| 2002 | Faches-Thumesnil, Frankrijk | Roberto Rojas      | Mexico    |
| 2006 | Amsterdam, Nederland        | Sander Jonen       | Nederland |
| 2008 | Schelle, België             | Haci Arap Yaman    | Turkije   |
| 2009 | Kastamonu, Turkije          | Eric Daelman       | België    |
| 2011 | Florange, Frankrijk         | Sander Jonen       | Nederland |
| 2012 | Samsun, Turkije             | Serdar Gümüş       | Turkije   |